# Historiske film fra Nationalmuseet
Historiske film fra Nationalmuseet er en dansk dokumentarfilm fra 1929.

## Handling
Diverse dokumentariske optagelser fra landet med gamle håndværk og landbrugsdrift:
Torkildstrup stubmølle, Midsommerkronen opsættes, Studeforspand, Fisker slår til på ålegarn, Høst på Thurø, Det males sennep, Kornlæs gennem vand, Gamle Rasmus med de onde øjne, Kornlæs gennem vand, Mælken køres til mejeriet, Høst i Barsmark, Tørveæltning i Ørslev Mose, Ringridning i Vordingborg, St. Hansblus ved Vordingborg, Sommermarked Bernardi/Labri, Fremstilling af håndstrøgne mursten, Midsommerfest i Sæd ved Tønder, Smørkærning, En Kalv slagtes, Rugbrødsbagning.